# Сильвестр (Малеванский)
Епи́скоп Сильве́стр (в миру Стефан Васильевич Малеванский; 10 (22) января 1828, село Андрушёвка, Житомирский уезд, Волынская губерния — 12 (25) ноября 1908, Киев) — епископ Русской православной церкви, епископ Каневский, викарий Киевской митрополии. Богослов, духовный писатель.

## Биография
Родился 8, 9 или 10 января 1828 года в семье священника села Андрушёвка Житомирского уезда Волынской губернии.
В 1847 году окончил Волынскую духовную семинарию со званием студента. 7 декабря 1848 года был рукоположён во иерея к Крестовоздвиженской церкви села Червонного, Житомирского уезда.
В 1853 году овдовел и поступил в Киевскую духовную академию, которую окончил в 1857 году. 24 декабря 1858 года утверждён в степени магистра богословия и бакалавра Киевской духовной академии.
15 апреля 1873 года возведён в сан архимандрита, а 22 августа назначен инспектором и профессором той же академии. 10 апреля удостоен степени доктора богословия. С 7 ноября 1882 года — заслуженный ординарный профессор Киевской духовной академии. С 11 апреля 1883 года — ректор той же академии и настоятель Киево-Братского монастыря.
20 января 1885 году рукоположён во епископа Каневского, викария Киевской митрополии.
Ректор Киевской духовной академии в 1883—1898 годах. 5 марта 1898 года уволился от должности ректора Киевской духовной академии, оставаясь первым викарием Киевской митрополии и сохранив за собой управление Киево-Пустынным Никольским монастырём.
С 7 июня по 13 августа 1900 года временно управлял Киевской епархией.
С 14 апреля 1906 года уволен на покой. Проживал в предоставленных ему митрополичьих келиях Киево-Софийского кафедрального собора, где и скончался в ночь на 12 ноября 1908 года. Незадолго до смерти ослеп окончательно. Погребён в крипте Свято-Николаевского храма на Аскольдовой могиле.

## Прославление в лике святых
3 апреля 2019 года Священным синодом Украинской православной церкви был прославлен в лике местночтимых святых Киевской епархии как святитель. Решением Синода был внесён в Собор святых Киевской духовной академии.

## Сочинения
Кроме докторской диссертации «Учение о церкви в первые три века христианства» (Киев, 1872), Сильвестр написал:
- Краткий исторический очерк рационализма в его отношении к вере // Труды Киевской духовной академии. — 1862. — № 4, 5; 1863. — № 11, 12;
- Историческое развитие новейшего пантеизма как доказательство его несостоятельности // Труды Киевской духовной академии. — 1865. — № 2 и 8;
- Несостоятельность новейшего пантеизма в решении существеннейших для человека вопросов // Труды Киевской духовной академии. — 1867. — № 6 и 7;
- Ответ православного на предложенную старокатоликами схему о Св. Духе // Труды Киевской духовной академии. — 1874. — № 8; переведён на немецкий и итальянский языки; отдельное изд. Киев, 1875;
- Ответ православного на схему старокатоликов о Пресв. Деве // Труды Киевской духовной академии. — 1875. — № 1;
- Ответ православного на схему старокатоликов о добрых делах // Труды Киевской духовной академии. — 1875, № 1 и 2;
- Опыт православного догматического богословия.